# Comté de Liverpool Plains
Le comté de Liverpool Plains (en anglais : Liverpool Plains Shire) est une zone d'administration locale située dans l'État de Nouvelle-Galles du Sud en Australie. Le chef-lieu est Quirindi.

## Géographie
Le comté s'étend sur 5 086 km2 dans la région des North West Slopes au nord-est de la Nouvelle-Galles du Sud. Il est traversé par la Kamilaroi Highway.
Il comprend la ville de Quirindi, son chef-lieu, ainsi que les localités d'Ardglen, Blackville, Caroona, Curlewis, Currabubula, Premer, Spring Ridge, Wallabadah, Werris Creek et Willow Tree.
La zone est considérée comme celle ayant les sols les plus riches d'Australie avec des sols noirs volcaniques où poussent spontanément plantes vivaces et annuelles qui permettent de nourrir le bétail mais qui ont été aussi utilisées pour la culture du coton et des céréales.

## Histoire
Le comté est créé le 17 mars 2004 de la fusion du comté de Quirindi avec la plus grande partie des comtés de Parry et de Murrurundi et d'une petite partie du celui de Gunnedah. Les premières élections ont lieu le 28 juin suivant.

## Démographie
La population s'élevait à 7 480 habitants en 2011 et à 7 551 habitants en 2021.

## Politique et administration
Le conseil comprend sept membres élus pour quatre ans. Le 4 décembre 2021, sept indépendants ont été élus. Le maire est élu parmi les conseillers pour deux ans.

### Liste des maires
| Période                                  | Période        | Identité     | Étiquette   | Qualité |
| ---------------------------------------- | -------------- | ------------ | ----------- | ------- |
| Les données manquantes sont à compléter. |                |              |             |         |
| 2014                                     | septembre 2020 | Andrew Hope  | Indépendant |         |
| septembre 2020                           | en cours       | Doug Hawkins | Indépendant |         |